# Ganzig
Ganzig ist ein Ortsteil der Gemeinde Liebschützberg im Landkreis Nordsachsen in Sachsen.

## Geografie und Verkehrsanbindung

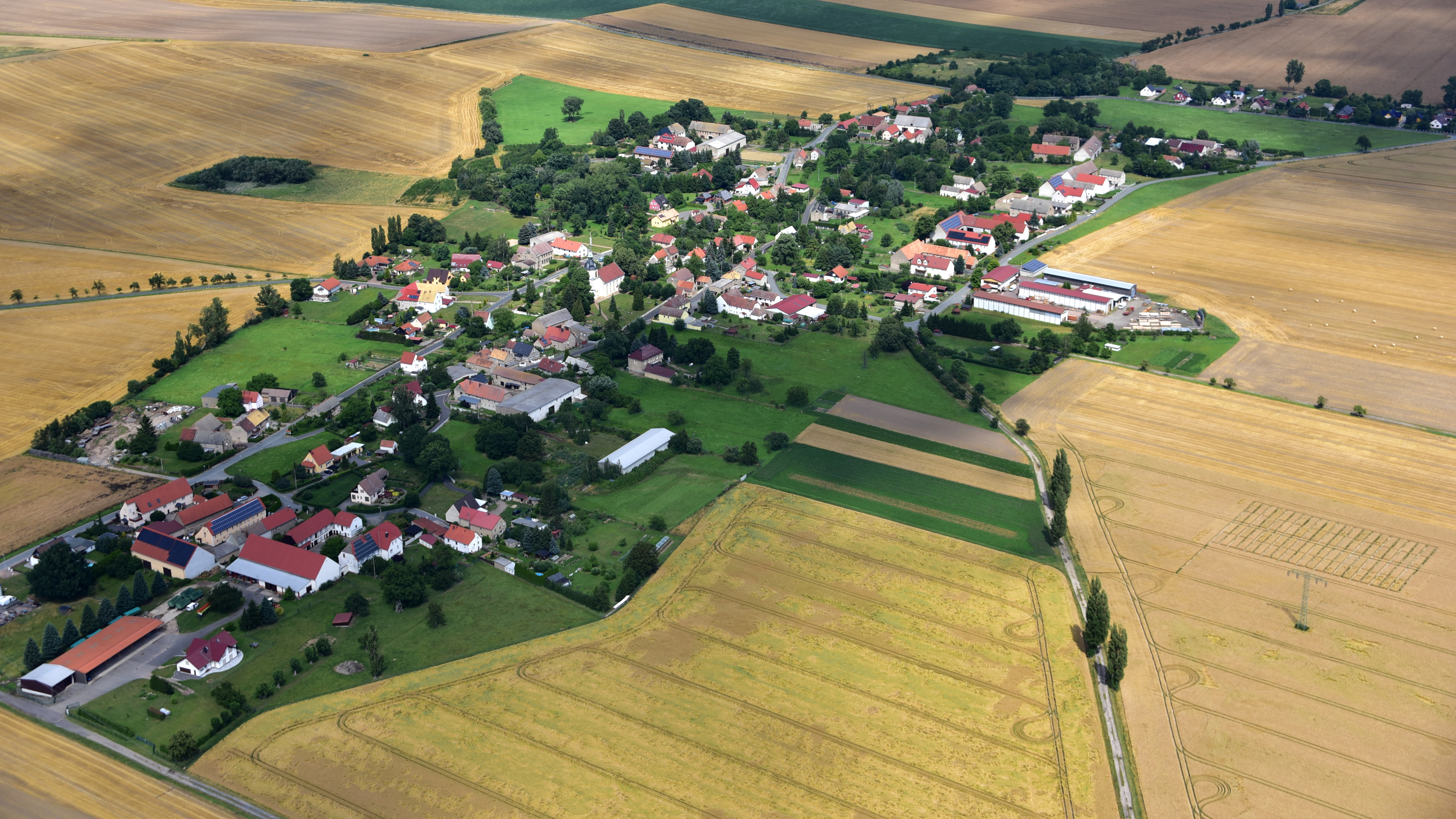
Ganzig, Luftaufnahme (2017)

Der Ort liegt östlich von Oschatz und westlich von Riesa. Östlich des Ortes fließt die Elbe. Westlich verläuft die S 31, nördlich die S 28, südlich die B 6 und östlich die B 169.

## Kulturdenkmale
In der Liste der Kulturdenkmale in Liebschützberg sind für Ganzig drei Kulturdenkmale aufgeführt.